# Weird Science (песня)
«Weird Science» — песня Oingo Boingo. Написанная фронтменом Дэнни Эльфманом она является песней к фильму «Ох уж эта наука!» и телесериалу «Чудеса науки». Была выпущена в качестве саундтрека к фильму, а также вошла в альбом Oingo Boingo 1985 года, Dead Man’s Party в виде более длинного микса. Песня достигла 45 места в чартах the US Billboard Hot 100, 21-го в the US Dance Club Chart и 81 в Канаде.

## Запись
Песня была написана Эльфманом спонтанно в машине, когда он ехал домой в Лос-Анджелес, после телефонного звонка от режиссёра Джона Хьюза, который попросил его написать песню для одноимённого фильма. Эльфман утверждал, что «услышал все это в [своей] голове» к тому времени, когда он побежал домой в свою студию, чтобы записать демо

## Музыкальное видео
В видеоклипе на «Weird Science» группа выступает в абстрактной лаборатории. Видео появилось в различных редакциях во время трансляции, в некоторых из которых были отрывки из фильма Джона Хьюза, а в других — без. Позже Эльфман выразил смущение по поводу этого видео, заявив, что он был «в ужасе» от результата и что это единственное музыкальное видео на Oingo Boingo, в производстве которого он не участвовал. Эльфман долгое время считал, что песня имеющая более коммерческий музыкальный стиль, чем большинство предыдущих релизов группы того времени, «на самом деле не входила в репертуар [группы]». Позже видео будет спародировано в телешоу «Бивис и Батхед», после чего Эльфман заявил, что решил, что «никогда [не захочет] снова играть эту песню!»

## Список композиций

### 7" Сингл
1. «Weird Science» (3:45)
2. «Weird Mama» (2:50) — Ira and the Geeks

### 12" Сингл
1. «Weird Science [Extended Dance Version]» (6:38)
2. «Weird Science» (3:45)

### 12" Промо-сингл
1. «Weird Science [Weird Dub Bonus Beats]» (6:00)
2. «Weird Science [Boingo Dance Version]» (5:38)
3. «Weird Science [Extended Dance Version]» (6:38)

## Чарты
| Чарт (1985/86)                | Позиция |
| ----------------------------- | ------- |
| Австралия (Kent Music Report) | 39      |
| Канада                        | 81      |
| США (Billboard Hot 100)       | 45      |